# Lipari
Pour l’article homonyme, voir Lipari (île).
Lipari est une commune de la province de Messine en Sicile en Italie.
Le territoire communal de Lipari s'étend sur six îles Éoliennes : Lipari, Vulcano, Panarea, Stromboli, Filicudi et Alicudi.

## Administration
| Période                                  | Période     | Identité      | Étiquette     | Qualité |
| ---------------------------------------- | ----------- | ------------- | ------------- | ------- |
| 26 novembre 2001                         | 28 mai 2007 | Mariano Bruno |               |         |
| 28 mai 2007                              | En cours    | Mariano Bruno | Centro-Destra |         |
| Les données manquantes sont à compléter. |             |               |               |         |

### Hameaux
Alicudi, Filicudi, Panarea, Stromboli, Vulcano, Lipari:Canneto, Acquacalda, Quattropani, Pianoconte

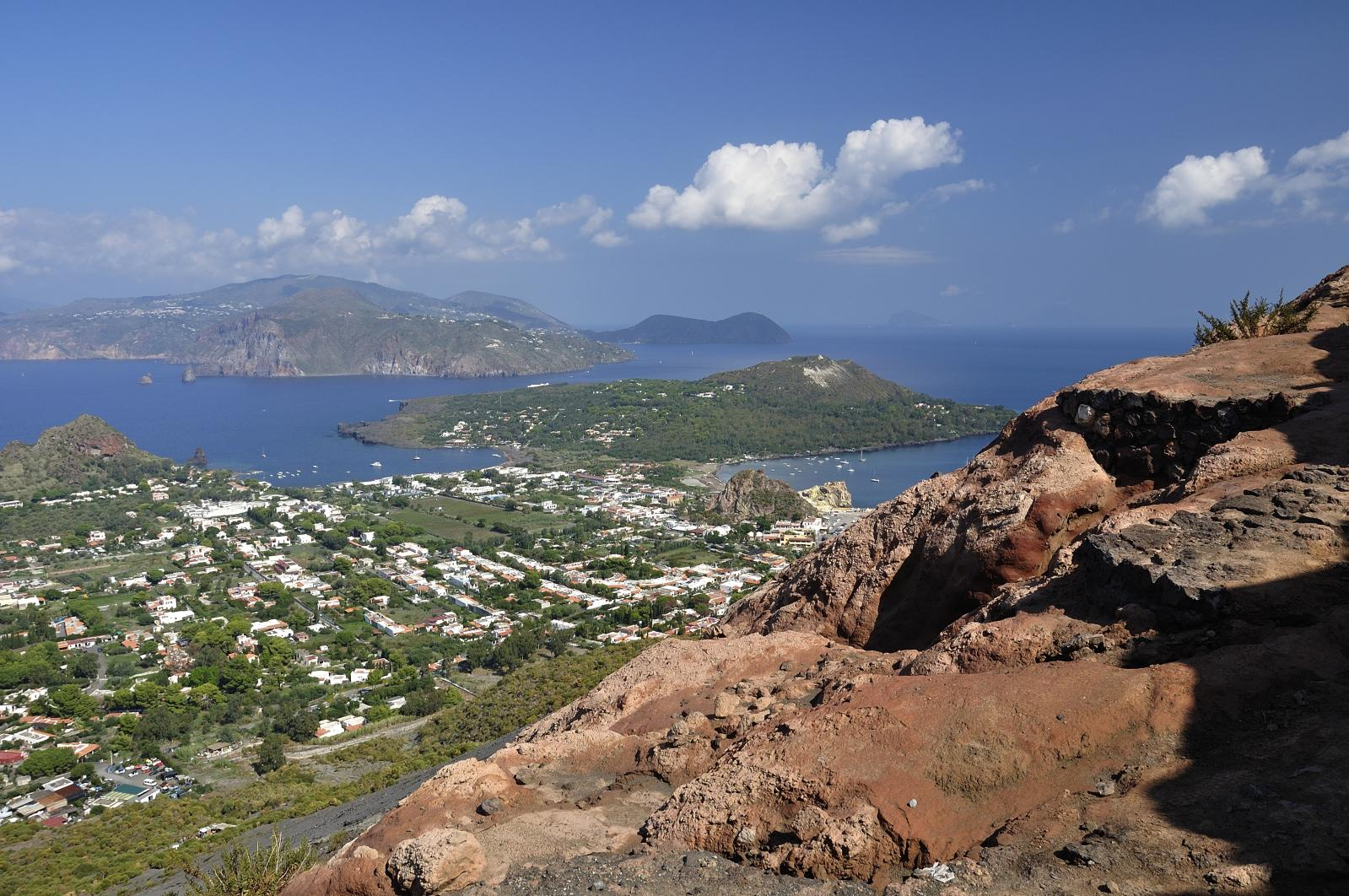
Vulcano avec son isthme.

### Communes limitrophes
Santa Marina Salina, Leni, Malfa